# Trial and Error (serial telewizyjny)
Trial & Error – amerykański serial telewizyjny (sitcom) wyprodukowany przez Barge Productions, Good Session Productions oraz Warner Bros. Television, którego pomysłodawcami są Jeff Astrof oraz Matt Miller
Serial jest emitowany od 14 marca 2017 roku przez NBC.

21 maja 2017 roku, stacja NBC zamówiła drugi sezon.

## Fabuła
Fabuła dzieje się w małym miasteczku w Karolinie Południowej. Skupia się na śledztwie i procesie uwielbianego profesora poezji, Larry’ego Hendersona, który został oskarżony o brutalne zamordowanie swojej żony. Obrony jego podejmuje się młody prawnik, Josh Simon, który przyjeżdża z Nowego Jorku.

## Obsada

### Główna
- Nicholas D’Agosto jako Josh Simon[3]
- John Lithgow jako Larry Henderson[4]
- Sherri Shepherd jako Anne Flatch[4]
- Jayma Mays jako Carol Anne Keane[5]
- Steven Boyer jako Dwayne[6]
- Krysta Rodriguez jako Summer Henderson[7]

## Odcinki
| Sezon | Sezon | Odcinki | Oryginalna emisja | Oryginalna emisja | Polska emisja   | Polska emisja | Polska emisja |
| Sezon | Sezon | Odcinki | Premiera sezonu   | Finał sezonu      | Premiera sezonu | Finał sezonu  |               |
| ----- | ----- | ------- | ----------------- | ----------------- | --------------- | ------------- | ------------- |
|       | 1     | 13      | 14 marca 2017     | 18 kwietnia 2017  | brak danych     | brak danych   |               |
|       | 2     | 13      | 19 lipca 2018     | 23 sierpnia 2018  | brak danych     | brak danych   |               |

### Sezon 1 (2017)
| Nr | #  | Tytuł                    | Reżyseria        | Scenariusz                                 | Premiera NBC     | Premiera     |
| -- | -- | ------------------------ | ---------------- | ------------------------------------------ | ---------------- | ------------ |
| 1  | 1  | Pilot                    | Jeffrey Blitz    | Jeff Astrof, Matt Miller                   | 14 marca 2017    | nieemitowany |
| 2  | 2  | A Wrench in the Case     | Jeffrey Blitz    | Jeff Astrof                                | 14 marca 2017    | nieemitowany |
| 3  | 3  | The Other Man            | Jeffrey Blitz    | Bill Callahan                              | 21 marca 2017    | nieemitowany |
| 4  | 4  | An Unwelcome Distraction | Jennifer Celotta | Bill Martin, Mike Schiff                   | 21 marca 2017    | nieemitowany |
| 5  | 5  | Right-Hand Man           | Jeffrey Blitz    | Craig Gerard, Matthew Zinman               | 28 marca 2017    | nieemitowany |
| 6  | 6  | Secrets & Lies           | Ken Whittingham  | Sherry Bilsing-Graham, Ellen Kreamer       | 28 marca 2017    | nieemitowany |
| 7  | 7  | The Case Gets Bigger     | Dean Holland     | Amy Aniobi                                 | 4 kwietnia 2017  | nieemitowany |
| 8  | 8  | A Change in Defense      | Matt Sohn        | Kassia Miller, Patrick Kang, Michael Levin | 4 kwietnia 2017  | nieemitowany |
| 9  | 9  | Opening Statements       | Rebecca Asher    | Bill Callahan                              | 11 kwietnia 2017 | nieemitowany |
| 10 | 10 | A Hostile Jury           | Matt Sohn        | Bill Martin, Mike Schiff                   | 11 kwietnia 2017 | nieemitowany |
| 11 | 11 | Unusual Suspect          | Ryan Case        | Craig Gerard, Matthew Zinman               | 13 kwietnia 2017 | nieemitowany |
| 12 | 12 | The Defense Rests        | Matt Sohn        | Jeff Astrof, Bill Callahan                 | 18 kwietnia 2017 | nieemitowany |
| 13 | 13 | The Verdict              | Jeff Astrof      | Jeff Astrof                                | 18 kwietnia 2017 | nieemitowany |

### Sezon 2 (2018)
| Nr | #  | Tytuł                           | Reżyseria     | Scenariusz                    | Premiera NBC     | Premiera     |
| -- | -- | ------------------------------- | ------------- | ----------------------------- | ---------------- | ------------ |
| 14 | 1  | Chapter 1: The Suitcase         | Jeffrey Blitz | Jeff Astrof                   | 19 lipca 2018    | nieemitowany |
| 15 | 2  | Chapter 2: The Timeline         | Jeffrey Blitz | Craig Gerard & Matthew Zinman | 19 lipca 2018    | nieemitowany |
| 16 | 3  | Chapter 3: The Murder Clock     | Jeffrey Blitz | Liz Astrof                    | 26 lipca 2018    | nieemitowany |
| 17 | 4  | Chapter 4: A Hole in the Case   | Yana Gorskaya | David Booth                   | 26 lipca 2018    | nieemitowany |
| 18 | 5  | Chapter 5: A Change in the Team | Jeffrey Blitz | Patrick Kang & Michael Levin  | 9 sierpnia 2018  | nieemitowany |
| 19 | 6  | Chapter 6: New Case, Old Murder | Jeffrey Blitz | Melanie Boysaw & Nora Nolan   | 9 sierpnia 2018  | nieemitowany |
| 20 | 7  | Chapter 7: A Family Affair      | Matt Sohn     | Craig Gerard & Matthew Zinman | 16 sierpnia 2018 | nieemitowany |
| 21 | 8  | Chapter 8: Bad Instincts        | Matt Sohn     | David Booth                   | 16 sierpnia 2018 | nieemitowany |
| 22 | 9  | Chapter 9: A Big Break          | Jeffrey Blitz | Jeff Astrof                   | 23 sierpnia 2018 | nieemitowany |
| 23 | 10 | Chapter 10: Barcelona           | Jeffrey Blitz | Jeff Astrof                   | 23 sierpnia 2018 | nieemitowany |

## Produkcja
- 28 sierpnia 2015 stacja NBC zamówiła odcinek pilotowy komedii "Trial & Error"[33].
- W lutym 2016 ogłoszono, że Steven Boyer, Jayma Mays, John Lithgow, Sherri Shepherd, Nicholas D’Agosto oraz Krysta Rodriguez dołączyli do obsady głównej[3][4][5][6][7].
- 12 maja 2016 stacja NBC zamówiła 13 odcinkowy serial, którego premiera była zaplanowana na midseason 2016/2017[34][35].